# 夕暴雨 東京湾臨海署安積班
『夕暴雨 東京湾臨海署安積班』（ゆうばくう とうきょうわんりんかいしょあずみはん）は、今野敏著の警察小説シリーズ「安積班シリーズ」の1作で、2010年1月14日に発売された長編作品。

## 概要
東京湾臨海署がそれまで（『花水木』）のプレハブ三階建てから、七階建ての庁舎になってから最初の作品で、安積班は「強行犯第一係」の係長、警視庁捜査一課から異動してきた相楽啓警部補は、刑事課に新設された「強行犯第二係」の係長となる。加えて、水上署が廃止され、臨海署に機能全てが統合されることとなった。
本作は『機動警察パトレイバー』とのコラボレーション作品であり、後藤喜一率いる特車二課第二小隊の部署が臨海署から1キロ南に建てられており、後藤は安積と同期という設定が加えられている。
安積班の刑事・須田三郎が安積を「チョウさん」と呼んだ最後の作品である。

## あらすじ
東京湾臨海署は、新たに七階建ての新庁舎が建設されたことにより、安積たちはそれまでいた三階建ての庁舎から引っ越すこととなる。安積は新しい刑事課のオフィスで思わぬ人物と顔を合わせる。それは、警視庁捜査一課警部補・相楽啓であった。相楽は、刑事課に新設された強行犯第二係の係長として、臨海署に異動してきたのだ。相楽はこれまで安積とは何度も捜査方針を巡って対立を繰り返していた人物であった。相楽には「また一緒に仕事ができて光栄です」と声をかけられるも、安積はこの挨拶を皮肉と捉え、同時に悪い冗談ではと感じていた。
そんな中、臨海署管内で行われる大規模なイベントを狙った爆破の予告がネット上に流れる。場所は東京ビッグサイトであった。安積の部下である須田と黒木が向かうが、イベントは無事に終了し、爆破予告は狂言に終わる。
しかし、再び爆破予告がネットに流れる。今度は東京ビッグサイトで2日間にわたり開催される同人誌イベント「コミックコンベンション」で爆破事件を起こすという予告が掲載されたのだ。須田はこれは狂言ではなく信憑性があると安積たちに訴える。しかもこのイベントには、安積の娘・涼子も2日目に参加するということを知り、安積の不安はさらに増すばかりだった。
8月14日の初日は何もなく無事に終了する。そして8月15日、イベント2日目が幕を開け、安積たちは前日同様警備にあたることとなったのだが…。

## 登場人物

### 東京湾臨海署
安積剛志（あずみ つよし）
刑事課強行犯第一係の係長で、階級は警部補。離婚歴があり、別れた妻との間に娘・涼子がいる。爆破予告のあったイベントに涼子が参加することを知り、不安を募らせる。
村雨秋彦（むらさめ あきひこ）
巡査部長。係では唯一の妻子持ち。刑事としては優秀な一方、杓子定規なところがあるため、安積には「上司にしたくない」と思われている。
須田三郎（すだ さぶろう）
巡査部長。安積を「チョウさん」と呼ぶ。恰幅のいい体系で刑事とは思えないような見た目だが、鋭い洞察力を持つ。
黒木和也（くろき かずや）
巡査で、須田とコンビを組む。精悍なアスリートのような外見の持ち主。口数は少なめ。
桜井太一郎（さくらい たいちろう）
巡査。安積班で最も若い刑事。村雨の指導を受けている。
相楽啓（さがら けい）
強行犯第二係係長で、階級は警部補。元々は警視庁捜査一課強行犯第五係の所属。警視庁時代は安積と事あるごとに対立し、本作でも安積と捜査方針を巡り対立する。
榊原肇（さかきばら はじめ）
刑事課長（警部）で年齢は51歳。安積にとっては直属の上司で苦労人。
野村武彦（のむら たけひこ）
臨海署署長で警視。年齢は55歳。安積が神南署にいた当時は方面本部の管理官を務めていた。臨海署が再開された際、安積を臨海署に引っ張った人物。理不尽なクレームは歯牙にもかけない一面を見せる一方、野心家でもある。

### 警視庁交通機動隊
速水直樹（はやみ なおき）
警視庁交通機動隊小隊長。安積とは同期で、署の内部事情に精通している。かつての同期だった後藤喜一がやって来たことで苛立ちを見せる。

### 特車二課
後藤喜一（ごとう きいち）
『機動警察パトレイバー』からの登場人物で、安積と速水にとっては同期。安積にとっては話をするだけで劣等感を抱くほどの切れ者であった。周囲からは「昼行灯」と言われているが、それは処世術を身に着けたからではと安積は思っている。彼の登場は速水に苛立ちを抱かせている。

### その他の登場人物
安積涼子（あずみ りょうこ）
安積の一人娘で大学生。小学生だった時に両親が離婚して以降は母親と暮らす。コミックコンベンションに友人と参加することを父である安積に伝える。安積からは参加しないよう言われるが、押し切って参加することになり、結果的に安積を不安にさせる。
山口友紀子（やまぐち ゆきこ）
東報新聞記者。安積とは仕事上で長い付き合いがある。安積の神南署時代には、自宅マンションで待ち続けて話を聞こうとするなど、大胆な行動も辞さない。本作では安積に「新任の係長（相楽）に負けてほしくないんです」と声をかけるなど、個人的に安積を応援する様子を見せる。

## 書籍情報
- 単行本：2010年1月14日発売、角川春樹事務所、ISBN 978-4-75841150-9[1]
- 文庫本：2012年4月14日発売、ハルキ文庫、ISBN 978-4-75843651-9[2]